# Philygria maculipennis
Philygria maculipennis är en tvåvingeart som först beskrevs av Robineau-desvoidy 1830.  Philygria maculipennis ingår i släktet Philygria och familjen vattenflugor. Arten är reproducerande i Sverige. Inga underarter finns listade i Catalogue of Life.